# 就爱断舍离
《就爱断舍离》（英語：Happy Old Year），由纳瓦彭·坦荣瓜塔纳利自编自导，茱蒂蒙·琼查容苏因、桑尼·苏瓦美塔农领衔主演的泰国剧情片。电影于2019年12月26日在泰国上映，后于2021年6月18日在中国大陆上映。电影除了是2020年第七届丝绸之路国际电影节的开幕影片，也在北京国际电影节、上海国际电影节备受关注。

## 演员阵容
- 茱蒂蒙·琼查容苏因（Aokbab） 饰演 Jean，Aim的前女友，Jay的姐姐
- 桑尼·苏瓦美塔农（Sunny） 饰演 Aim Thana，Jean和Mi的前男友
- 阿帕斯莉·妮缇布恩（英语：Apasiri Nitibhon）（Um） 饰演 Jean和Jay的妈妈
- 萨里卡·塞思苏帕（Fah） 饰演 Mi，Aim的前女友
- 卜密巴特·塔沃斯理（Aim） 饰演 Toey
- 坦亚腾.坡欧萨特谭（Title）饰演 Korn
- Thirawat Ngosawang（Mee） 饰演 Jay，Jean的弟弟